# Mitchell e Ness
A Mitchell & Ness Nostalgia Co. é uma empresa norte-americana de artigos esportivos sediada na Filadélfia, Pensilvânia. Fundada em 1904 como fabricante de equipamentos esportivos, mantém-se como a mais antiga empresa esportiva na Filadélfia. Após vários anos dedicados à produção de uniformes de beisebol e futebol americano, a empresa alterou sua trajetória em 1983, quando optou por recriar camisas vintage.
Atualmente, a Mitchell & Ness detém contratos de licença com quatro das principais ligas esportivas dos Estados Unidos (MLB, NBA, NFL e MLS) para a produção e comercialização de equipamentos esportivos vintage e roupas casuais.
Alguns dos produtos da Mitchell & Ness englobam uniformes de equipe (camisetas e shorts) e outras peças de vestuário casual, como camisetas, agasalhos, jaquetas, moletons, bonés, gorros de malha e outros acessórios (flâmulas). Adicionalmente, a empresa possui sua própria marca, denominada "M&N".
Em fevereiro de 2022, a Mitchell & Ness foi adquirida pela Fanatics, Inc., em conjunto com um grupo de investidores que inclui LeBron James, Jay-Z e Kevin Hart.

## História
Frank P. Mitchell, ex-campeão de tênis e luta livre da União Atlética Amadora, e Charles M. Ness, um entusiasta jogador de golfe nascido na Escócia, fundaram conjuntamente a "Mitchell & Ness Sporting Goods" em 1904. Sua loja original produzia e encordoava artesanalmente raquetes de tênis, enquanto, com madeiras importadas da Escócia e, por vezes, adquiridas da Inglaterra, confeccionava tacos de golfe personalizados. Ao longo do tempo, ampliaram suas atividades, passando a fornecer uniformes para equipes locais de beisebol e futebol americano. Quando o Philadelphia Eagles ingressou na jovem National Football League (NFL) em 1933, a Mitchell & Ness foi responsável pelas camisas e equipamentos da equipe. A Mitchell & Ness continuou a fornecer equipamentos para os Eagles durante a temporada de 1963.
A primeira vez que o emblema da Mitchell & Ness surgiu em um uniforme da liga principal de beisebol foi em 1938, quando adornou os uniformes do Philadelphia Athletics. No início da década de 1940, a Mitchell & Ness iniciou o fornecimento para o outro time de beisebol da liga principal da Filadélfia, os Phillies. Ao final da década, o emblema da Mitchell & Ness passou a figurar nos uniformes de equipes de escolas secundárias e universitárias em toda a região da Filadélfia.
No final da década de 1970, a Mitchell & Ness abandonou a atividade relacionada a equipes esportivas para concentrar-se em suas operações de varejo. A loja tornou-se um principal ponto de venda para equipamentos de hóquei em campo e artigos de esqui. Em 1983, a Mitchell & Ness enfrentou quase uma falência. O proprietário Peter Capolino relatou ao Detroit Free Press: "Em 1983, toda a expansão que eu havia feito foi por água abaixo. Dispensei 100 funcionários, fechei dois depósitos. Reduzi a empresa a uma pequena loja nas ruas 13th e Walnut (na Filadélfia). Dependi apenas de mim e da minha esposa."
Em 1983, um cliente adentrou a loja e questionou se a Mitchell & Ness seria capaz de reparar seu colete usado durante a partida do Pittsburgh Pirates em 1960 e sua camisa usada no jogo do St. Ambos eram confeccionados em flanela de lã, semelhante a todos os uniformes de beisebol daquela época. A Mitchell & Ness constatou que era capaz de realizar tal tarefa, e a partir dessa constatação, surgiu uma ideia: reproduzir uniformes de beisebol historicamente precisos em flanela de lã. A Mitchell & Ness recrutou entusiastas da história e especialistas em esportes, com destaque para Bob Downes, amigo de Capolino. Juntos, eles examinaram jornais antigos, periódicos, livros, programas e filmes antigos. Consultaram colecionadores de uniformes antigos em todo o país e visitaram os arquivos do Baseball Hall of Fame em Cooperstown, Nova York.
As equipas da Major League Baseball (MLB) deixaram de utilizar camisetas de flanela de lã em 1972, optando por camisetas de poliéster malha dupla. Num armazém empoeirado no norte da Filadélfia, a Mitchell & Ness descobriu rolos de flanela de beisebol com 50 anos de antiguidade. Estavam cuidadosamente embalados, intocados e em estado de novo, prontos para serem cortados e costurados. A flanela foi costurada, as letras e os distintivos foram recriados e aplicados. As camisas foram concluídas e colocadas à venda. As primeiras camisas foram vendidas quase da noite para o dia. O mesmo aconteceu com o segundo lote de uma dúzia ou mais. Com o tempo, a Mitchell & Ness atraiu clientes de todos os Estados Unidos. A Sports Illustrated publicou um artigo elogioso sobre a Mitchell & Ness em junho de 1987. Dois anos depois, o New York Times escreveu sobre a empresa.
Em 1999, a Mitchell & Ness expandiu suas atividades para a história da National Basketball Association (NBA) ao lançar sua coleção Hardwood Classics de camisetas de basquete. O futebol também foi incluído um ano depois com a coleção Throwback da Mitchell & Ness. Em 2002, a National Hockey League (NHL) concedeu à Mitchell & Ness os direitos para recriar jerseys vintage de hóquei.
Atualmente, a Mitchell & Ness possui em seu arquivo todos os uniformes da MLB usados desde a fundação do Cincinnati Red Stockings original em 1869.
Em 2007, a Adidas adquiriu a Mitchell & Ness para ingressar no mercado de roupas retrô. Em 29 de maio de 2008, o Philadelphia Phillies anunciou que havia firmado parceria com a Mitchell & Ness para o nome de sua loja de roupas no Citizens Bank Park dos Phillies. A Mitchell & Ness Alley Store está localizada em Ashburn Alley, além do campo centro-esquerdo.
Em 24 de janeiro de 2011, o Reading Phillies, afiliado AA dos Phillies, anunciou a assinatura de um contrato de naming-rights com a Mitchell & Ness para sua loja de roupas no FirstEnergy Stadium dos R-Phils. Em 23 de março de 2012, Jonathan Yuska foi nomeado diretor da Mitchell and Ness. Em maio de 2016, a Adidas vendeu a Mitchell & Ness para a "Juggernaut Capital Partners", uma empresa de private equity com sede em Washington, DC.

## Expansão internacional
A Mitchell & Ness expandiu suas operações internacionalmente, lançando-se no mercado do Reino Unido e na Austrália em 2012. Em abril de 2015, a Mitchell & Ness ampliou seu portfólio de códigos esportivos internacionais da NBA, NHL e NFL, para incluir a Liga Nacional de Basquete da Nova Zelândia e da Austrália (NBL). A Mitchell & Ness fabricou bonés esportivos para a NBL durante a temporada 2015-2016. Na temporada 2016-2017, a Mitchell & Ness manteve sua parceria com a NBL, tornando-se a fornecedora oficial de vestuário, tanto dentro como fora das quadras, para a liga. Na temporada 2016-2017, a Mitchell & Ness lançou novos uniformes oficiais de basquete e designs de shorts, produzidos na Austrália e apresentando melhorias estruturais.
Após a temporada 2016–2017 da NBL, o contrato entre a Mitchell & Ness Austrália e a NBL foi renovado por mais dois anos, estendendo-se até o final da temporada de 2019. A parceria da NBL com a Mitchell & Ness então evoluiu para a área de acessórios esportivos, onde a empresa passou a fornecer designs de bonés à liga, interrompendo a produção de vestuário para a NBL. Em 2022, as 10 equipes que compõem a NBL da Austrália e Nova Zelândia ainda utilizam bonés fornecidos pela Mitchell & Ness. Dentre as equipes da NBL para as quais a marca produz bonés, incluem-se Adelaide 36ers, Brisbane Bullets e Melbourne United.

## Histórico de vendas
O proprietário Peter Capolino informou à Sports Illustrated que a Mitchell & Ness teve uma receita anual de vendas de US$ 1,5 milhão em 1998. As receitas aumentaram para US$ 2,2 milhões em 1999 e atingiram US$ 2,8 milhões em 2000. De acordo com a ESPN.com, as vendas ultrapassaram US$ 5 milhões em 2001, enquanto Capolino relatou vendas anuais de US$ 4,5 milhões em 2001 ao USA Today. As vendas cresceram para US$ 23 milhões em 2002.

## Produtos populares
Os uniformes retrô da Mitchell & Ness foram concebidos para reproduzir camisetas esportivas clássicas e contemporâneas de times e jogadores que não estão mais disponíveis ou são difíceis de encontrar. A Mitchell & Ness iniciou a produção de camisetas de beisebol (Coleção Cooperstown) em 1988, embora tenha ganhado destaque no mercado internacional de varejo uma década depois, com o lançamento da linha "Hardwood Classics" da NBA. Posteriormente, a empresa expandiu suas operações para incluir reproduções nostálgicas de jogadores de futebol americano e da NHL.
Em maio de 2002, conforme relatado pelo USA Today, os jogadores mais populares da NBA na Mitchell & Ness eram Michael Jordan e Julius Erving, seguidos por Magic Johnson, Wilt Chamberlain, Jerry West e Larry Bird.

## Esportes da Filadélfia
A empresa patrocinou um jogo de ex-alunos "Turn Back the Clock" em 21 de novembro de 2003, envolvendo jogadores do Temple Owls de 1988 e do Villanova Wildcats de 1985, realizado no Liacouras Center, localizado no campus da Temple University, ao norte da Filadélfia.
A Mitchell & Ness colaborou com a Betsy Ross House para realizar uma exposição inaugurada em 22 de maio de 2009, intitulada "Play Ball! A History of Baseball in Philadelphia".

## Mercadoria licenciada
A seguir está uma lista dos produtos retrô fabricados e comercializados pela empresa:

### Atual
- / NBA – all teams
- NFL – all teams
- / MLB – all teams
- / NHL – all teams
- / MLS – all teams
- NCAA – few teams

### Antigo
- National Basketball League – all teams (2016–18)